# Erik Löfgren (tecknare)
Erik Manfred Löfgren, född 10 oktober 1919 i Ljusne, Gävleborgs län, död 5 juni 1996, var en svensk målare, tecknare och grafiker. 
Han var son till bageriverkmästaren Emil Manfred Löfgren och Anna-Lisa Österberg. Löfgren utbildade sig först till bagare och arbetade några år som sådan samtidigt som han bedrev självstudier inom målning och teckning under åtta år. Han studerade vid Otte Skölds målarskola i Stockholm 1948 och vid Académie de la Grande Chaumière samt under studieresor till bland annat Spanien och Grekland. Tillsammans med Karl-Erik Larsson ställde han ut i Söderhamn 1952 och därefter separat på Hudiksvalls museum samt Bollnäs museum. Han medverkade i samlingsutställningar med Gävleborgs konstförening sedan 1952. Hans konst består av stilleben, figurstycken, stadsmotiv från Norrland och Skåne samt landskapsbilder från Spanien och Grekland utförda i olja, akvarell, teckningar eller träsnitt. Löfgren är representerad vid Länsmuseet Gävleborg och Hälsinglands museum.